# Jeffrey Thue
Jeffrey Thue, född den 25 januari 1969 i Saskatchewan, är en kanadensisk brottare som tog OS-silver i supertungviktsbrottning i fristilsklassen 1992 i Barcelona. 